# Mimegralla stabilis
Mimegralla stabilis är en tvåvingeart som först beskrevs av Walker 1861.  Mimegralla stabilis ingår i släktet Mimegralla och familjen skridflugor. Inga underarter finns listade i Catalogue of Life.